# Seno y quiste preauricular
Un seno y quiste preauricular (también llamado seno y quiste pretragal, fosa o fosita preauricular, hoyuelo preauricular, papiloma preauricular, trayecto fistuloso preauricular o fístula preauricular) es una malformación congénita común caracterizada por un nódulo, indentación u hoyuelo situados en cualquier lugar adyacente al oído externo. La frecuencia de los senos preauriculares difiere según la población, 0,1-0,9% en los EE. UU., 0,9% en el Reino Unido y 4-10% en Asia y partes de África. Se sabe que la frecuencia es mayor en africanos y asiáticos en comparación con los caucásicos.
Son caracteres heredados y por lo general unilaterales, pero pueden ser bilaterales en el 25 al 50% de los casos.[cita requerida]

## Descripción
El seno preauricular fue descrito por primera vez por Van Heusinger en 1864. Se trata de una pequeña cavidad, abertura o invaginación, usualmente ubicada en el cruce de la hélice auricular, y es considerada una malformación congénita que puede ser parte de varios síndromes.
Esta anomalía se manifiesta como pequeñas depresiones junto a la oreja externa, cerca del margen anterior del ascenso del hélix, y puede ser heredada o esporádica.
Desde una perspectiva evolutiva, algunos expertos, incluyendo al biólogo evolutivo Neil Shubin, han sugerido que el seno preauricular podría ser un remanente evolutivo de las branquias de los peces; una manifestación física del pasado evolutivo acuático humano.

## Causas
Los senos y los quistes preauriculares son el resultado de defectos del desarrollo de los arcos faríngeos primero y segundo. Esta y otras malformaciones congénitas del oído se asocian a veces con anomalías renales. Están asociados con el síndrome de Beckwith-Wiedemann, y en casos raros pueden estar asociados con síndrome branquio-oto-renal.

## Tratamiento
En caso de haber infección, incomodidad, dolor y/o mal olor, puede aplicarse una cirugía ambulatoria con un médico otorrino o cirujano para extirpar el conducto fistuloso, o mediante el tratamiento de infecciones con antibióticos.